# Zamarski
Zamarski est une localité polonaise de la gmina de Hażlach, située dans le powiat de Cieszyn en voïvodie de Silésie.